# La Charbonnière
 (janvier 2024).
La Charbonnière (en Sranan : Sabonye) est un quartier de la ville Saint-Laurent-du-Maroni, en Guyane. La Charbonnière a été créée en 1989 pour accueillir les réfugiés surinamais, et réinstaller les habitants des bidonvilles. Il est situé entre le ferry pour Albina et le village de Balaté.

## Histoire
En 1950, les Marrons de la tribu Aluku s'installent sur les rives du fleuve Maroni près de Saint-Laurent-du-Maroni. Le premier village s'appelait Pikin Agoodé (Petit Agoodé) du nom de leur village d'origine.
La Guerre civile du Suriname, qui s'est déroulée entre 1986 et 1992, a poussé les réfugiés à traverser la frontière entre le Suriname et la Guyane française. En 1989, un camp de réfugiés est construit à La Charbonnière pour accueillir les réfugiés. À l'origine, le camp abritait 1 144 personnes.
En 1989, la construction d'un nouveau quartier a commencé pour accueillir à la fois les réfugiés et les habitants des bidonvilles. Au cours des années 1990, les colonies situées au bord de la rivière ont été démolies. Le quartier est constitué de maisons triangulaires calquées sur les cabanes habitées par les Marrons. La relocalisation vers des logements publics a eu un succès limité, car de nouveaux bidonvilles ont ensuite émergé à la périphérie de la ville. En 2020, l'INSEE dénombrait six bidonvilles avec une population maximale estimée à 9 000 personnes.

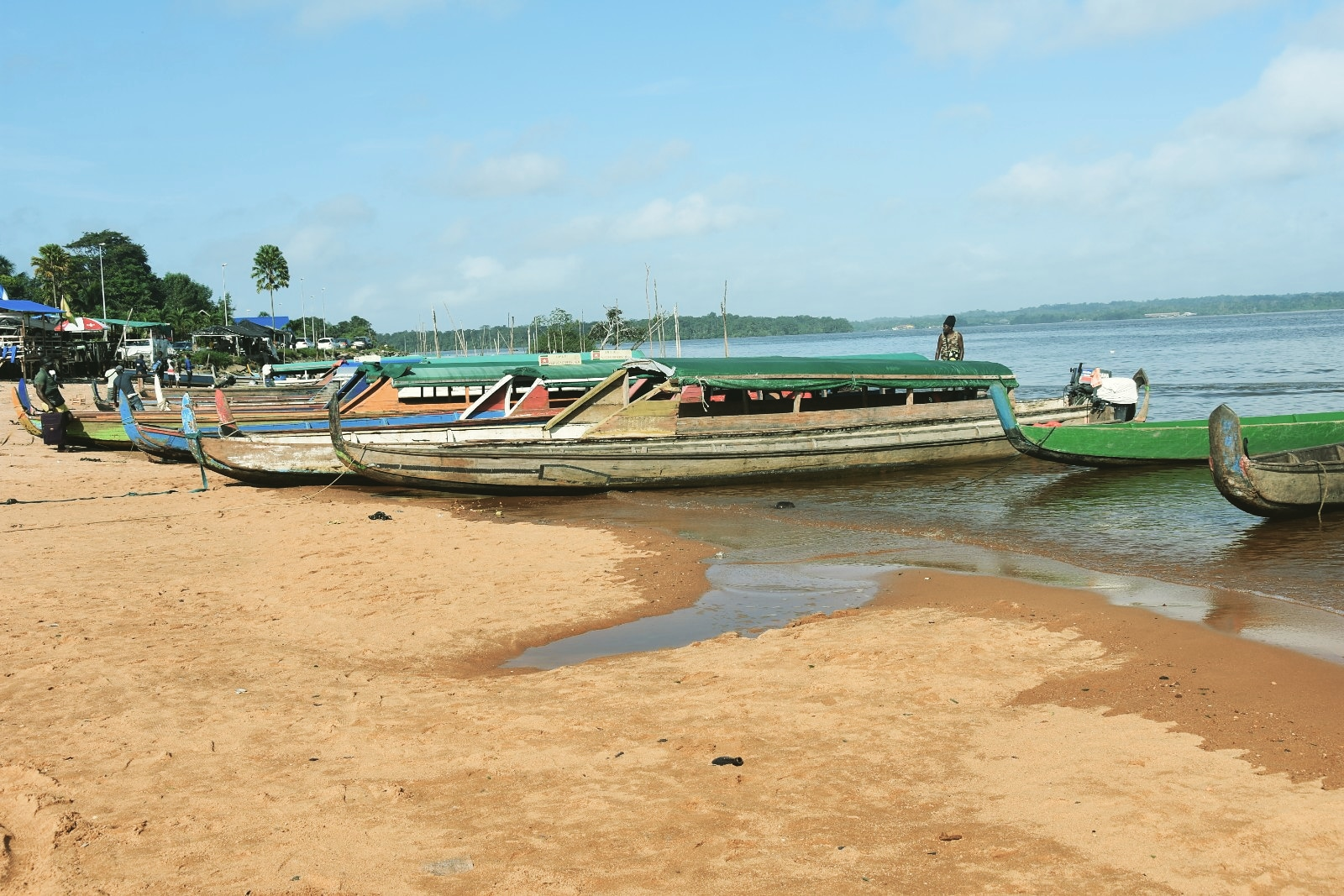
Pirogues sur la plage de la Charbonnière.

La Charbonnière est devenue une attraction touristique, et constitue l'un des quartiers les plus fréquentés de la ville. Parce que la Guyane fait partie de En France et dans l'Union européenne, les prix des biens de consommation sont nettement plus élevés qu'au Suriname. L'un des attraits de La Charbonnière est la vente de marchandises de contrebande à moindre prix. Le 20 avril 2020, les stands et magasins construits illégalement ont été supprimés, car ils violaient la réglementation COVID-19.